# Marie Elekta od Ježíše

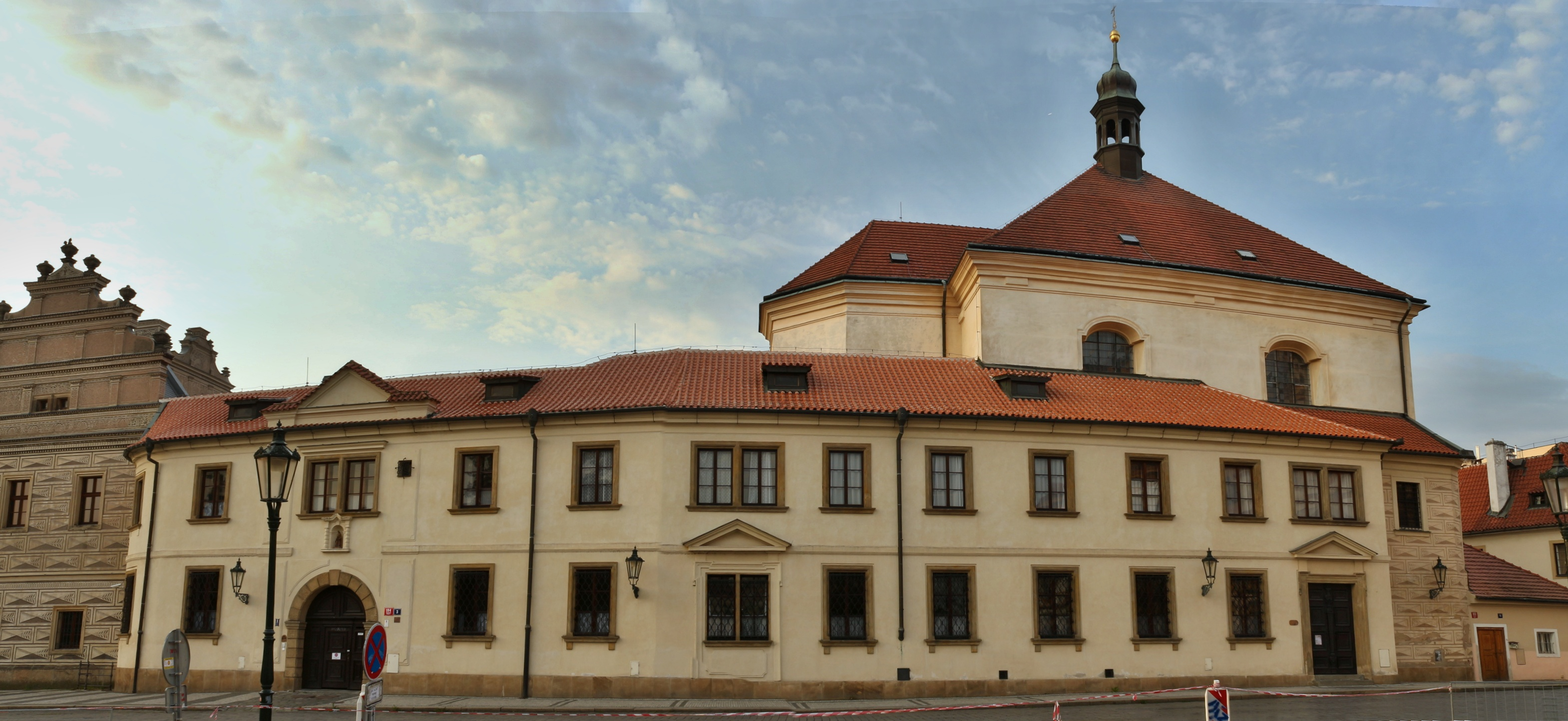
Klášter bosých karmelitek s kostelem sv. Benedikta v Praze

Marie Elekta od Ježíše, vlastním jménem Kateřina Tramazzoliová (28. ledna 1605, Terni – 11. ledna 1663, Praha), je karmelitánská řeholnice, zakladatelka klášterů bosých karmelitek, mj. kláštera bosých karmelitek na Malé Straně v Praze, jehož byla převorkou. Na tomto místě je také zachováno její neporušené tělo.

## Život
Narodila se v italském městě Terni 28. ledna 1605 v rodině zchudlého šlechtice, jehož bratr Mons. Angelo Tramazzoli, rektor tamního kostela sv. Jana Evangelisty a spoluzakladatel místního kláštera bosých karmelitek, měl jako příznivec spirituality sv. Terezie z Avily (1515–1582) velký vliv na její výchovu a pozdější duchovní orientaci. Touhu po vstupu na Karmel v ní v deseti letech podnítila bolestná zkušenost úmrtí jejího otce.
Do kláštera bosých karmelitek ve svém rodném městě vstoupila společně se sestrou Lucií ve svých 21 letech (1626). Krátce po vstupu přijala zároveň s řeholním hábitem jméno Marie Elekta od svatého Jana, později změněné na Marie Elekta od Ježíše.  V roce 1629 byla spolu se staršími zkušenými sestrami povolána k založení kláštera ve Vídni, v němž byla později ve svých 33 letech (1638) zvolena převorkou. Po čtrnácti letech zdejšího působení založila další klášter v Grazu (1643), kde později zastávala rovněž funkci převorky. Ze Štýrského Hradce (Grazu) přijela 1. září 1656 do Prahy, aby zde se spolusestrami z Vídně a Grazu založily místní klášter. Vítal ji nadšený zástup Pražanů, protože ji v této době již provázela pověst svatosti. V Praze se později jako převorka střetla s mnohými profesními těžkostmi a také se zhoršujícím se zdravotním stavem. Zemřela 11. ledna 1663 ve svých 58 letech.
Tři roky po její smrti bylo po otevření hrobu shledáno její tělo neporušené. Později bylo vystaveno v boční straně presbytáře kostela sv. Benedikta na Hradčanech. Od června 2024 je neporušené tělo matky Marie Elekty uchováváno v kryptě nového kláštera bosých karmelitek v Drastech. Proces jejího blahořečení probíhá od roku 1924.